# Charles-Emmanuel Sédillot
Pour les articles homonymes, voir Sédillot.
Charles-Emmanuel Sédillot, né à Paris le 18 septembre 1804 et mort à Sainte-Menehould le 29 janvier 1883, est un médecin militaire et un chirurgien français, précurseur de l'asepsie opératoire et promoteur de l'anesthésie au chloroforme. Il est l'auteur de la première gastrostomie chez l'homme, en 1846. Il est professeur au Val-de-Grâce puis à la faculté de médecine de Strasbourg, chirurgien en chef de l'Hôpital militaire et directeur de l'École de médecine militaire de cette ville.  On lui doit l'invention, en 1878, du mot «microbe»,, consacrée par Émile Littré dans l'édition de 1886 de son Dictionnaire de médecine.

## Biographie

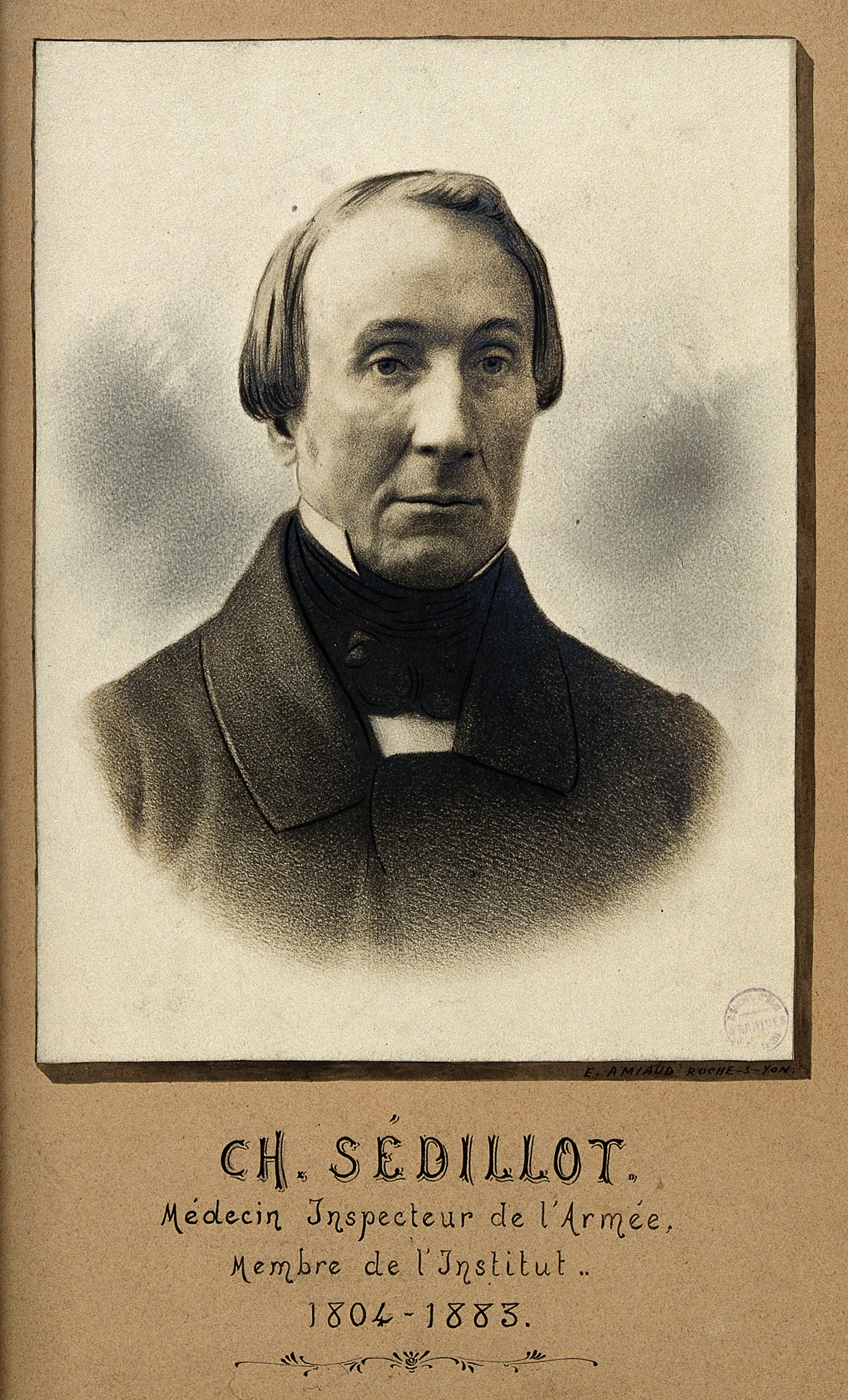
Charles-Emmanuel Sédillot [s.d.].

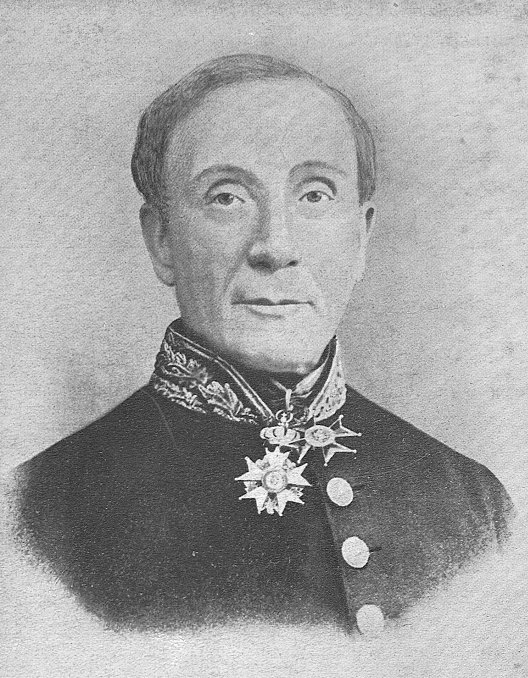
Charles-Emmanuel Sédillot en 1869.

Charles-Emmanuel Sédillot est le fils aîné de Jean Jacques Emmanuel Sédillot, orientaliste et astronome, et de Marie-Julie-Anastasie Fossé. Il est le frère de Louis-Pierre-Eugène Sédillot (1808-1875), orientaliste et historien des sciences.
Après de brillantes études à la faculté de Médecine de Paris, dans les hôpitaux d'instruction de Metz et au Val-de-Grâce, il est reçu docteur en médecine en 1829, en soutenant une thèse intitulée Du nerf pneumogastrique et de ses fonctions. Dans un modeste laboratoire, il pratique de nombreuses vivisections et précise le rôle du nerf récurrent. Il débute ensuite une carrière de chirurgien militaire.
En 1831, il participe à la l'insurrection de la Pologne en qualité de chirurgien sous-aide dans les ambulances polonaises ; il est un temps interné en Autriche après la défaite polonaise. Il sera décoré de la Croix du Mérite militaire. De retour à Paris, il devient chirurgien aide-major au Sixième Dragon. En 1832, à la demande des autorités, il observe avec Larrey une terrible épidémie de choléra à l'hôpital de Picpus.
En 1836, il devient chirurgien-major et professeur au Val-de-Grâce après avoir été agrégé de la Faculté de Paris. Mais il échoue à la chaire de chirurgie de la Faculté de Paris en 1836 contre Blandin. Déçu par cet échec, il s'engage auprès des troupes coloniales d'Afrique du nord et prend part à la deuxième campagne de Constantine. Il fait part de ses observations dans un volume publié en 1838 : Campagne de Constantine de 1837. Il visite les ruines romaines, les sources minérales et observe les traitements des fractures par les autochtones. Il souffrira du paludisme en Algérie tout en poursuivant sa tâche. Revenu à Paris, il échoue une nouvelle fois au concours pour une chaire de médecine opératoire de la faculté de Paris face à Malgaigne en 1839. Il épouse Geneviève Pelletier (1820-1886), le 4 février 1839.
En 1841, il est reçu au concours d'agrégation de la Faculté de médecine de Strasbourg pour la chaire regroupant « pathologie externe, médecine opératoire et clinique chirurgicale ». L'admission d'un chirurgien militaire à ce poste donne lieu à de vives polémiques : la faculté avait décidé de rendre incompatible le titre de professeur à la faculté avec celui de professeur à l'hôpital militaire après le départ de Bégin. En 1850, il est promu au grade de médecin principal de première classe. Il est nommé chirurgien en chef de l'hôpital militaire de Strasbourg en 1856, menant de front ses deux carrières militaire et civile. Enfin, élevé au grade de médecin inspecteur, il est nommé premier directeur de la nouvelle École de médecine militaire entre 1856 et 1869.
En 1869, il est admis à la retraite. Il assiste à l'annexion de l'Alsace en 1870, mettant fin à l'existence de l'École. Il participe aux ambulances de Haguenau. Il refuse l'offre prussienne de conserver sa chaire de la faculté de médecine, rejoint Nancy où il est nommé professeur honoraire avant de se retirer à Paris.
Souffrant d'une surdité profonde, puis  frappé d'une hémiplégie droite en 1879, il meurt chez l'un de ses enfants à Sainte-Menehould en 1883, à l'âge de 78 ans. Ses obsèques ont lieu à Paris.

## Travaux
C'est lui qui a inventé le mot microbe en 1878.

## Titres et distinctions
Il est élu correspondant de l'Académie des sciences le 16 mars 1846 (section de médecine et chirurgie) et en devient membre le 24 juin 1872. 
Il est également membre de l'Académie nationale de médecine et de l'Académie Leopoldina depuis 1852.
 Commandeur de la Legion d'honneur (30 décembre 1863).

## Œuvres et publications

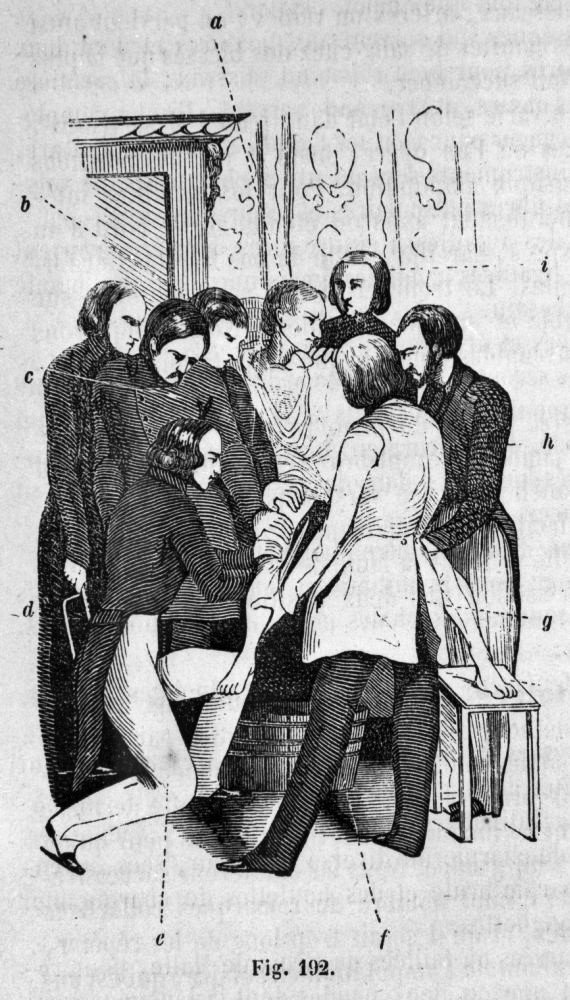
Traité de médecine opératoire bandages et appareils, J.B. Baillière, 1865, [Fig. 192]. Coll. de la BnF.

- Du nerf pneumo-gastrique et de ses fonctions, [Thèse présentée et soutenue à la Faculté de Médecine de Paris, le 29 décembre 1829, pour obtenir le grade de Docteur en médecine], Imprimerie de Didot Le Jeune (Paris), no 274, 1829, Texte intégral.
- Phlébite traumatique, [Thèse pour le Concours d'agrégation à la Faculté de médecine de Paris en 1832], Imprimerie Thuau, 1832.
- Manuel complet de médecine légale, Crochard (Paris), 1833, Texte intégral.
- De l'Anatomie pathologique des luxations anciennes du fémur, en haut ou en dehors, ou dans la fosse iliaque externe, [mémoire présenté à l'Académie des sciences (1835)], impr. de F. Locquin (Paris), (s. d.).
- Des amputations dans la continuité et la contiguité des membres; leurs avantages et leurs inconvéniens, Germer-Baillière (Paris), 1836, 82 p., Texte intégral.
- Campagne de Constantine de 1837, Crochard (Paris), 1838 , 307 p., Texte intégral.
- Traité de médecine opératoire, bandages et appareils, Crochard (Paris), 1839, lire en ligne sur Gallica.
- «Nouveau procédé d'amputation tarso-tarsienne», in: Annales de médecine belge et étrangère, avril 1840, p. 147-152, Texte intégral.
- De l'opération de l'empyème [Thèse - Concours pour une chaire de médecine opératoire], Masson, Fortin et Cie (Paris), 1841 [2ème éd.], 181 p., Texte intégral .
- De l'Application de la méthode anaplastique au traitement du cancer, impr. de G. Silbermann (Strasbourg), 1845, lire en ligne sur Gallica.
- Recherches sur le cancer, G. Silbermann (Strasbourg), 1846.
- De l'insensibilité produite par le chloroforme et par l'éther et des opérations sans douleur, J.-B. Baillière (Paris), H. Baillière (Londres), 1848 , [Premier livre d’anesthésie en France] Texte intégral
- De l'Infection purulente, ou pyoèmie, J.-B. Baillière (Paris), 1849, Texte intégral.
- De la section des artères dans l'intervalle de deux ligatures comme méthode générale de traitement des hémorrhagies et des anévrismes, J.B. Baillière (Paris), 1850, 56 p., lire en ligne sur Gallica et Texte intégral.
- Lettre adressée à M. le Président de l'Académie des sciences, sur une observation de staphyloraphie pratiquée avec un succès complet par une méthode et des instrumens nouveaux, J.-B. Baillière (Paris), 1850, lire en ligne sur Gallica.
- Nouvelles considérations sur l'emploi du chloroforme, impr. de G. Silbermann (Strasbourg), 1851, lire en ligne sur Gallica .
- Des régles de l'aplication du chloroforme aux operations chirurgicales, J.-B. Baillière (Paris), 1852, lire en ligne sur Gallica.
- De l'évidement des os, V. Masson (Paris), 1860, Texte intégral
- Résumé analytique des travaux scientifiques du dr Ch. Sédillot candidat à la place vacante dans la section de médecine et de chirurgie de l'Académie des sciences, [Impr. de E. Martinet, Paris], 1867, Texte intégral.
- Notice sur les titres et les travaux scientifiques du Dr Ch. Sédillot présentée à l'appui de sa candidature à l'Académie des sciences, section de médecine et de chirurgie, G. Silbermann (Strasbourg), 1867, Texte intégral.
- De l'Évidement sous-périosté des os [2ème édition], J.-B. Baillière et fils (Paris), 1867,  lire en ligne sur Gallica .
- Comment se régénèrent les os à la suite de l'opération de l'évidement et de la nullité radicale de l'ostéogénie sur l'homme par les gaines et les lambeaux périostés, impr. de G. Silbermann (Strasbourg), 1867, lire en ligne sur Gallica.
- De l'Ablation des malléoles fracturées dans les luxations du pied, compliquées de l'issue des os de la jambe au travers des téguments, impr. de G. Silbermann (Strasbourg), 1867, lire en ligne sur Gallica.
- De la Nullité radicale des résections sous-périostées, comme moyen de régénération des os, [Communication à la Société de chirurgie, séances des 2 et 16 janvier 1867], impr. de G. Silbermann (Strasbourg), 1867, lire en ligne sur Gallica.
- Comment se régénèrent les os à la suite de l'opération de l'évidement et de la nullité radicale de l'ostéogénie sur l'homme par les gaines et les lambeaux périostés, isolés et détachés des os subjacents, dans la méthode des résections sous-périostées, impr. de G. Silbermann (Strasbourg), 1867, lire en ligne sur Gallica.
- Contributions à la chirurgie, J.-B. Baillière (Paris), 1868, 2 vol.:
  - tome premier Texte intégral.
  - tome second Texte intégral et Texte en ligne.
- De la Certitude en médecine [discours prononcé à la séance annuelle de la Société de médecine de Strasbourg, le 1er juillet 1869], impr. de G. Silbermann (Strasbourg), 1869, lire en ligne sur Gallica.
- Chirurgie de guerre: du traitement des fractures par armes à feu, 1870 , [communication].
- Traité de médecine opératoire, bandages et appareils, [4ème éd.], J.B. Baillière et fils (Paris), 1870, Tome second, Texte intégral.
- De la réorganisation de la médecine militaire [discours prononcé à l'Académie de médecine dans la séance du 29 juillet 1873], Masson (Paris), 1873, Texte intégral
- Du Relèvement de la France, vieilles vérités, union, perfectionnement, E. Plon (Paris), 1874,lire en ligne sur Gallica.
- «De l'influence des découvertes de M. Pasteur sur les progrès de la Chirurgie», in : Comptes rendus hebdomadaires des séances de l'Académie des sciences, t. 86, (1878), p. 634, lire en ligne sur Gallica.

Voir aussi
- Alphonse-Marie-Joseph Kien, (Dr): Clinique chirurgicale de M. le professeur Sédillot [semestre d'été, année 1866], impr. de G. Silbermann (Strasbourg), 1867, lire en ligne sur Gallica

## Hommages
Une rue et un square de Paris, dans le 7e arrondissement, et une rue de Strasbourg portent son nom. 
L'hôpital militaire de Nancy fut baptisé « Hôpital Sédillot », de 1913 à sa dissolution en 1991.